# Cedrus deodara
Cedrus deodara (Himalayaceder) är en tallväxtart som först beskrevs av Aylmer Bourke Lambert, och fick sitt nu gällande namn av George Don jr. Cedrus deodara ingår i släktet cedersläktet och familjen tallväxter. Inga underarter finns listade i Catalogue of Life. Det svenska trivialnamnet Himalayaceder förekommer för arten.
Arten förekommer i västra Himalaya från östra Afghanistan och nordöstra Pakistan till norra Indien, västra Nepal och sydvästra Kina (Tibet). Den växer i regioner som ligger 1300 till 3300 meter över havet. Klimaten i regionen varierar mellan fuktig monsun i östra delen av utbredningsområdet och ganska torrt klimat med en årsnederbörd av cirka 750 mm längre västerut.
Cedrus deodara kan bilda trädgrupper eller skogar där inga andra träd ingår och den är lika vanlig i barrskogar tillsammans med himalaja-en, pindrowgran, Abies spectabilis, himalajatall, Picea smithiana och Cupressus torulosa. I bergstrakternas lägre delar förekommer blandskogar där även lövträd som Aesculus indica, Corylus jacquemontii och arter i eksläktet, björksläktet, lönnsläktet samt plommonsläktet ingår.
Intensivt skogsbruk och illegal trädfällning kan minska beståndet märkbart. För artens trä finns diverse användningsområden. IUCN kategoriserar arten globalt som livskraftig.
Cedrus deodara introducerades 1822 i England som en prydnadsväxt i trädgårdar och parker. Av dessa exemplar avlades dvärgformer och individer med avvikande färg på barren.

## Bildgalleri

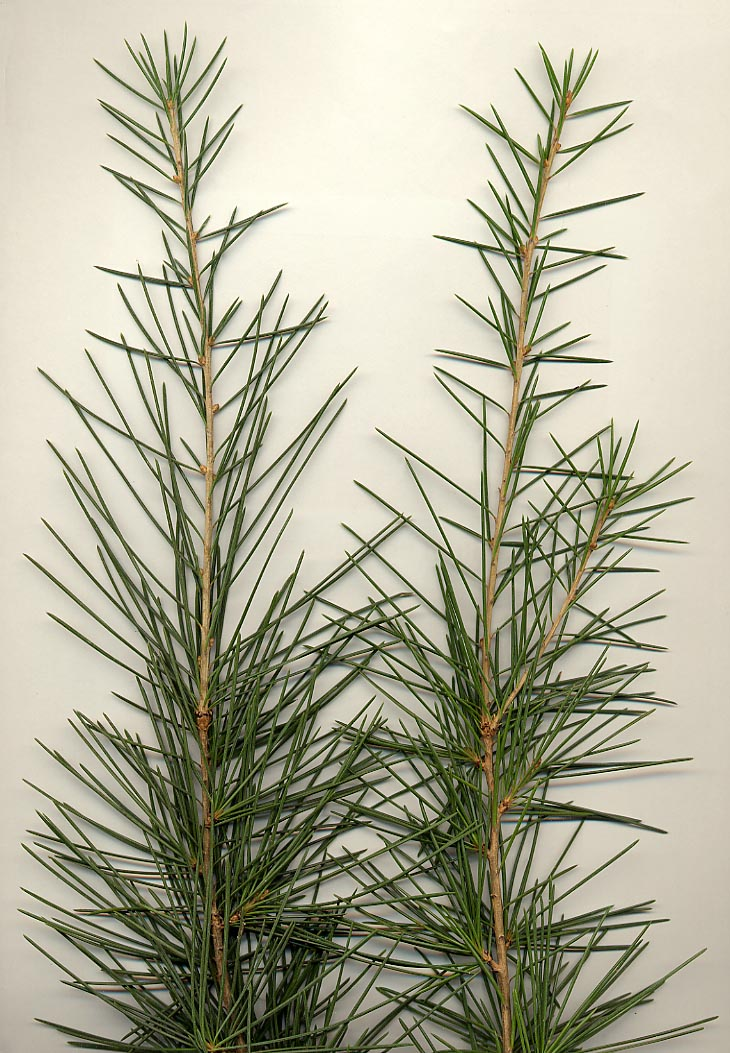
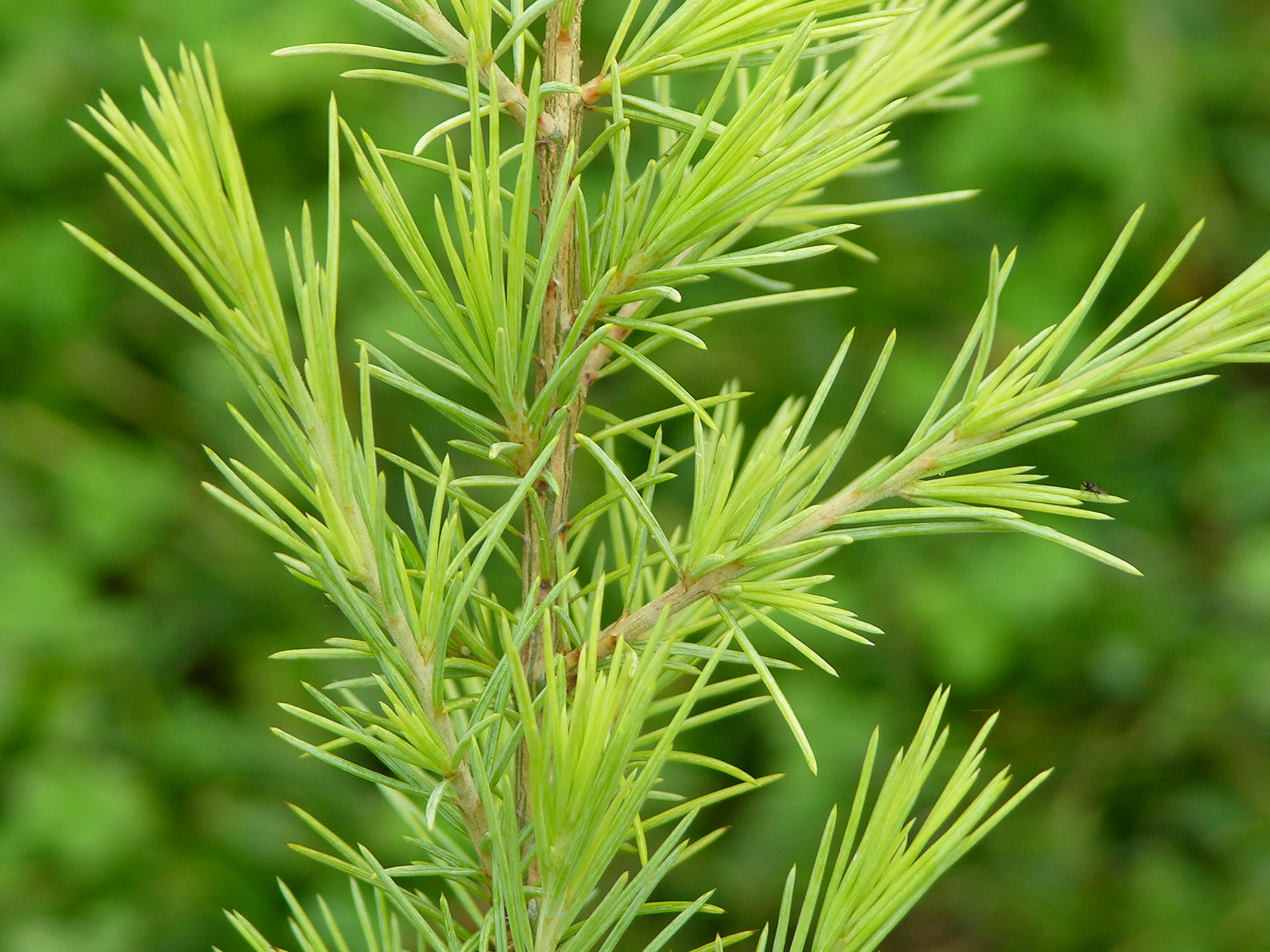
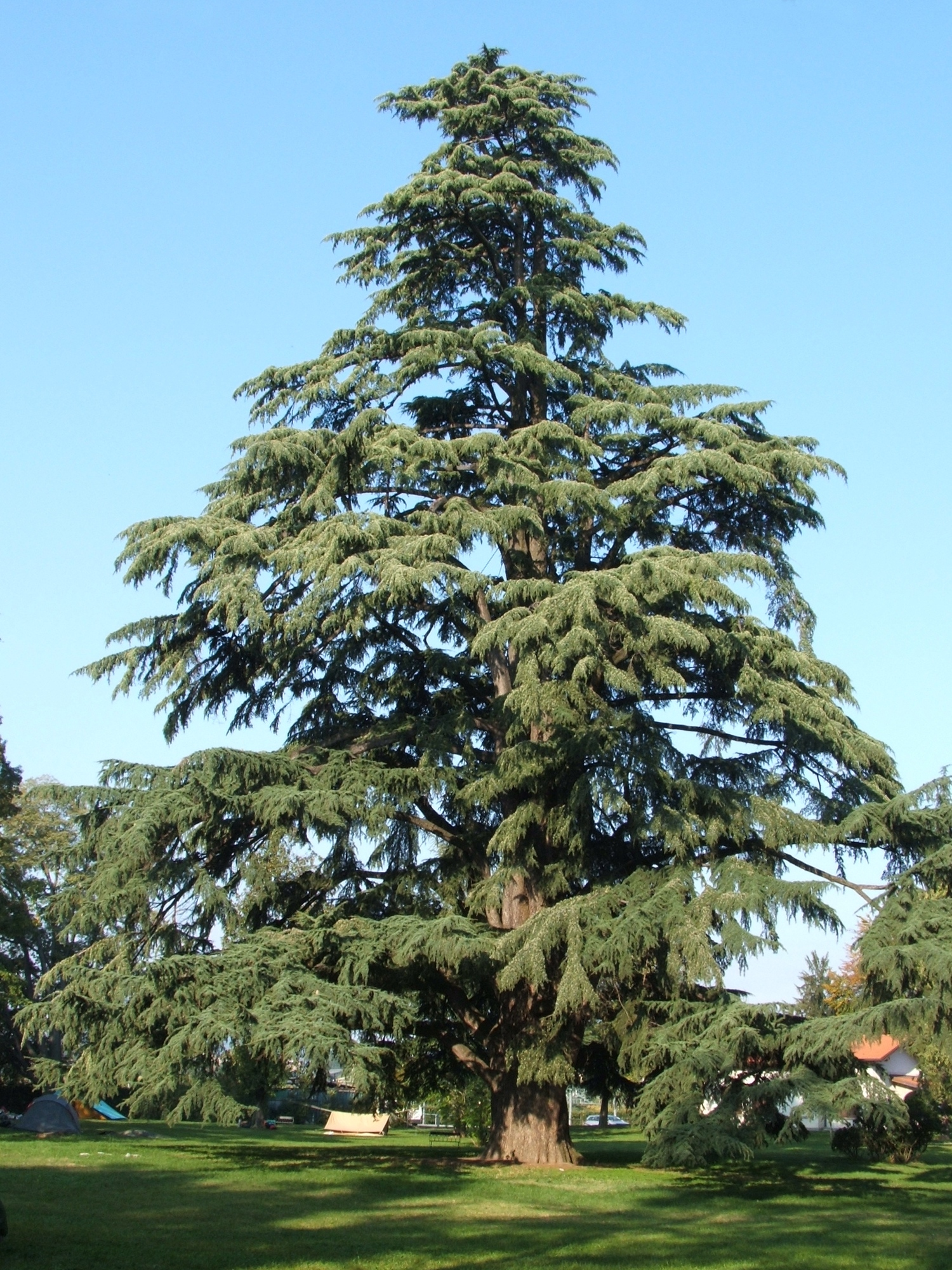
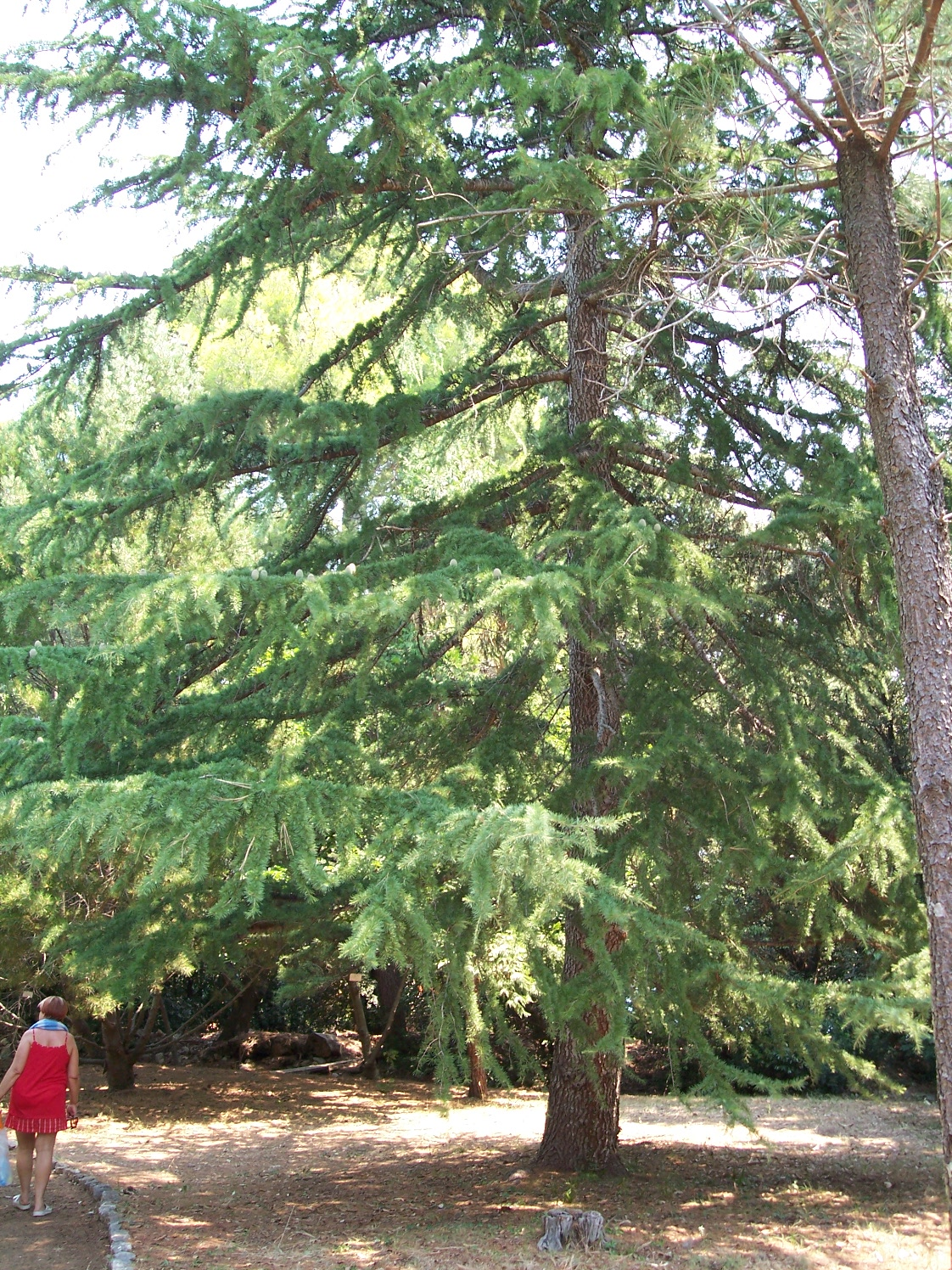
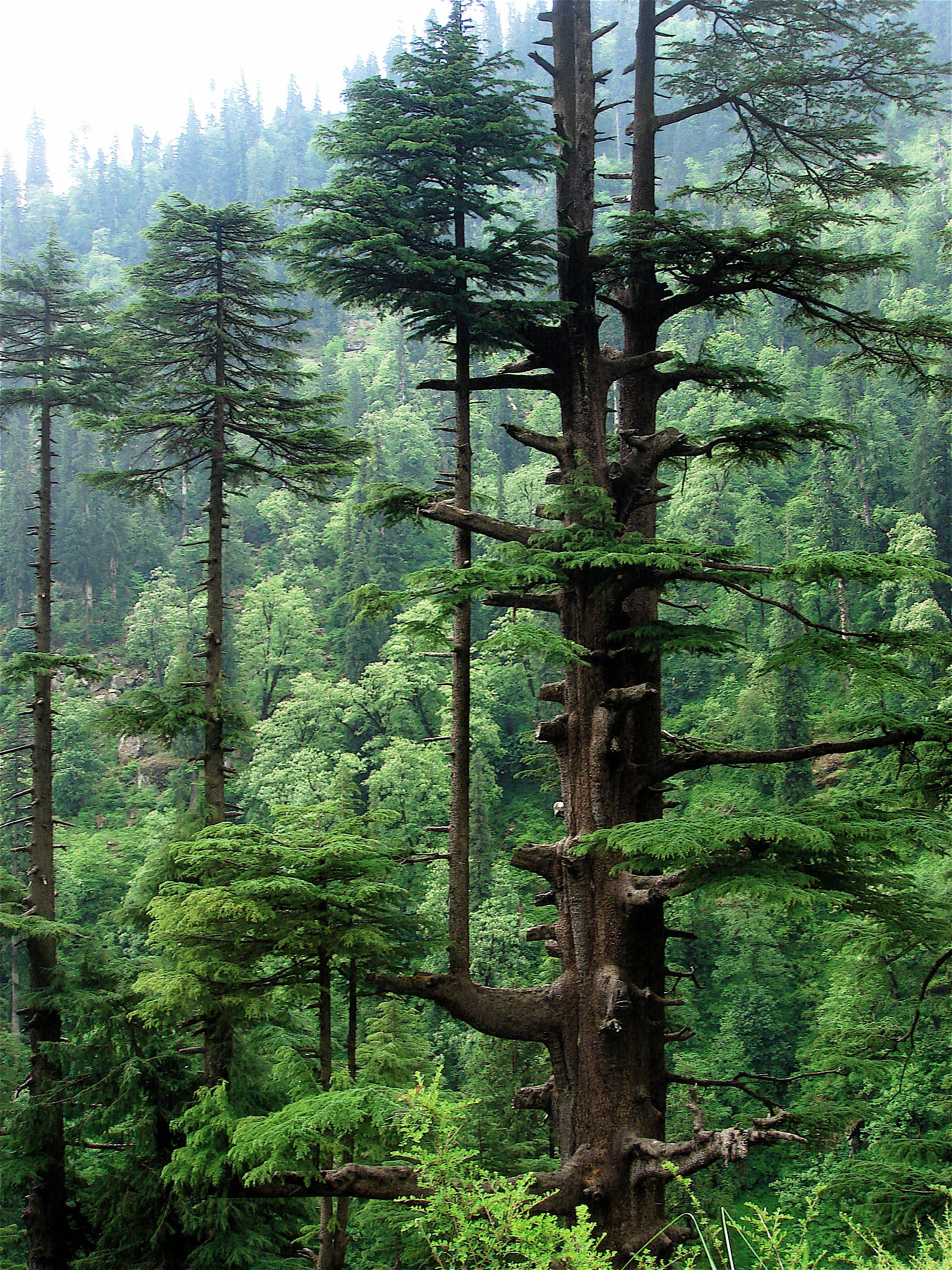
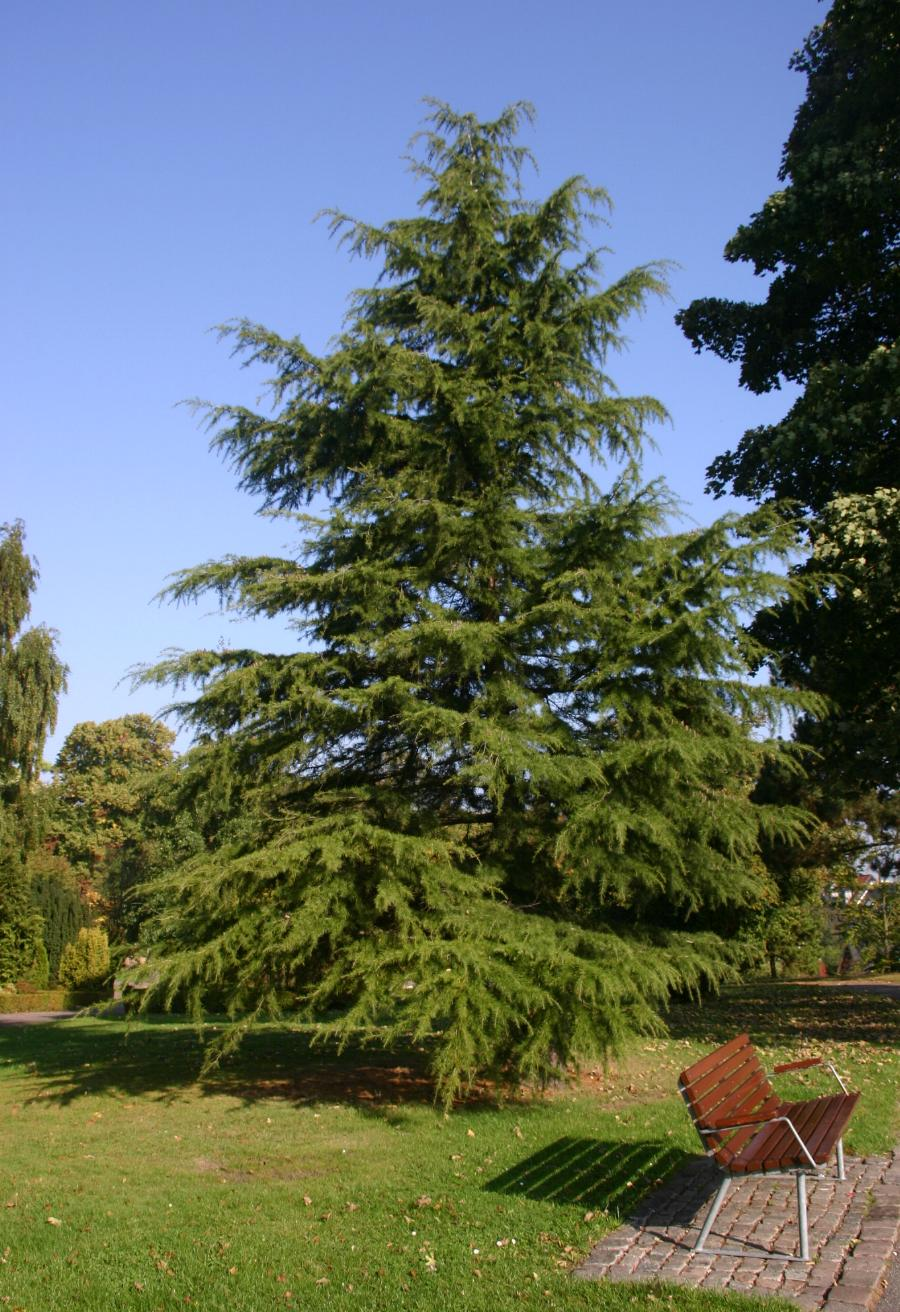